# Barbodes
A Barbodes  a csontos halak (Osteichthyes) főosztályának sugarasúszójú halak (Actinopterygii)  osztályába, a pontyalakúak (Cypriniformes) rendjébe, a pontyfélék (Cyprinidae) családjába, és az pontyformák (Cyprininae) alcsaládjába tartozó nem.

## Rendszerezés
A nemhez az alábbi 14 faj tartozik.
- Barbodes balleroides
- Barbodes belinka
- Barbodes bovanicus
- Barbodes carnaticus
- Barbodes colemani
- Barbodes collingwoodii
- Barbodes elongatus
- Barbodes mahakkamensis
- Barbodes platysoma
- Barbodes polylepis
- Barbodes shanensis
- Barbodes strigatus
- Barbodes sunieri
- Barbodes wynaadensis